# كريستيان باندر
كريستيان باندر (بالألمانية: Christian Pander)‏ (مواليد 28 أغسطس 1983 في مونستر - ألمانيا الغربية) لاعب كرة قدم ألماني يلعب حاليا لصالح نادي الدرجة الأولى هانوفر الألماني منذ 2011 في مركز الظهير الأيسر . .

## روابط خارجية
- كريستيان باندر على موقع الاتحاد الأوربي (الإنجليزية)
- كريستيان باندر على موقع قاعدة بيانات كرة القدم.إي يو (الإنجليزية)
- كريستيان باندر على موقع بيانات كرة القدم. دي إي (الألمانية)
- كريستيان باندر على موقع ناشيونال فوتبول تيمز (الإنجليزية)
- كريستيان باندر على موقع Soccerway.com (الإنجليزية)
- كريستيان باندر على موقع عالم كرة القدم.نت (الإنجليزية)
- كريستيان باندر على موقع كووورة
- كريستيان باندر على موقع AS.com (الإسبانية)